# Ubrique
Ubrique est une ville d’Espagne, dans la province de Cadix, communauté autonome d’Andalousie.

## Géographie

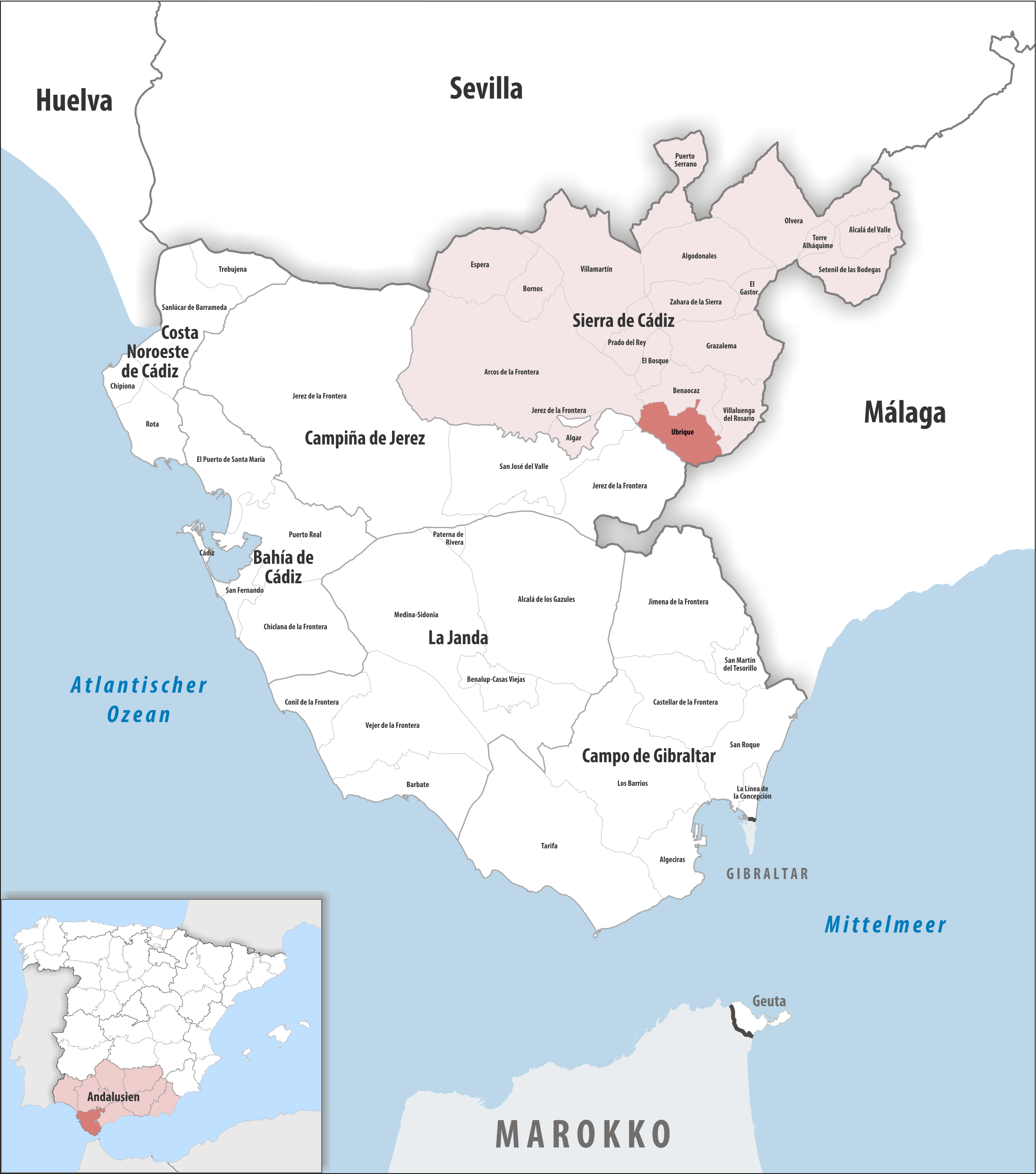
Ubrique dans la province de Cadix / en Andalousie

### Localisation
La commune d'Ubrique fait partie de la comarque de Sierra de Cadix, province de Cadix.
Jerez de la Frontera est à 75 km à l'ouest ;
Cadix à 104 km à l'ouest ;
Gibraltar à 126 km au sud ; 
Malaga est à 148 km à l'est (avec un assez grand détour par le nord-est qui évite les petites routes de montagne passant entre les sommets du parc national de la Sierra de las Nieves).
Le village est à 330 m d'altitude[réf. nécessaire], au pied d'une abrupte falaise calcaire[réf. nécessaire].
La commune d'Ubrique est partagée entre le parc naturel de la Sierra de Grazalema au nord et à l'est, et le parc naturel Los Alcornocales (es) au sud. À l'ouest se trouve le réservoir de Los Hurones (es).

## Économie
La principale activité économique du village est la maroquinerie.

## Education

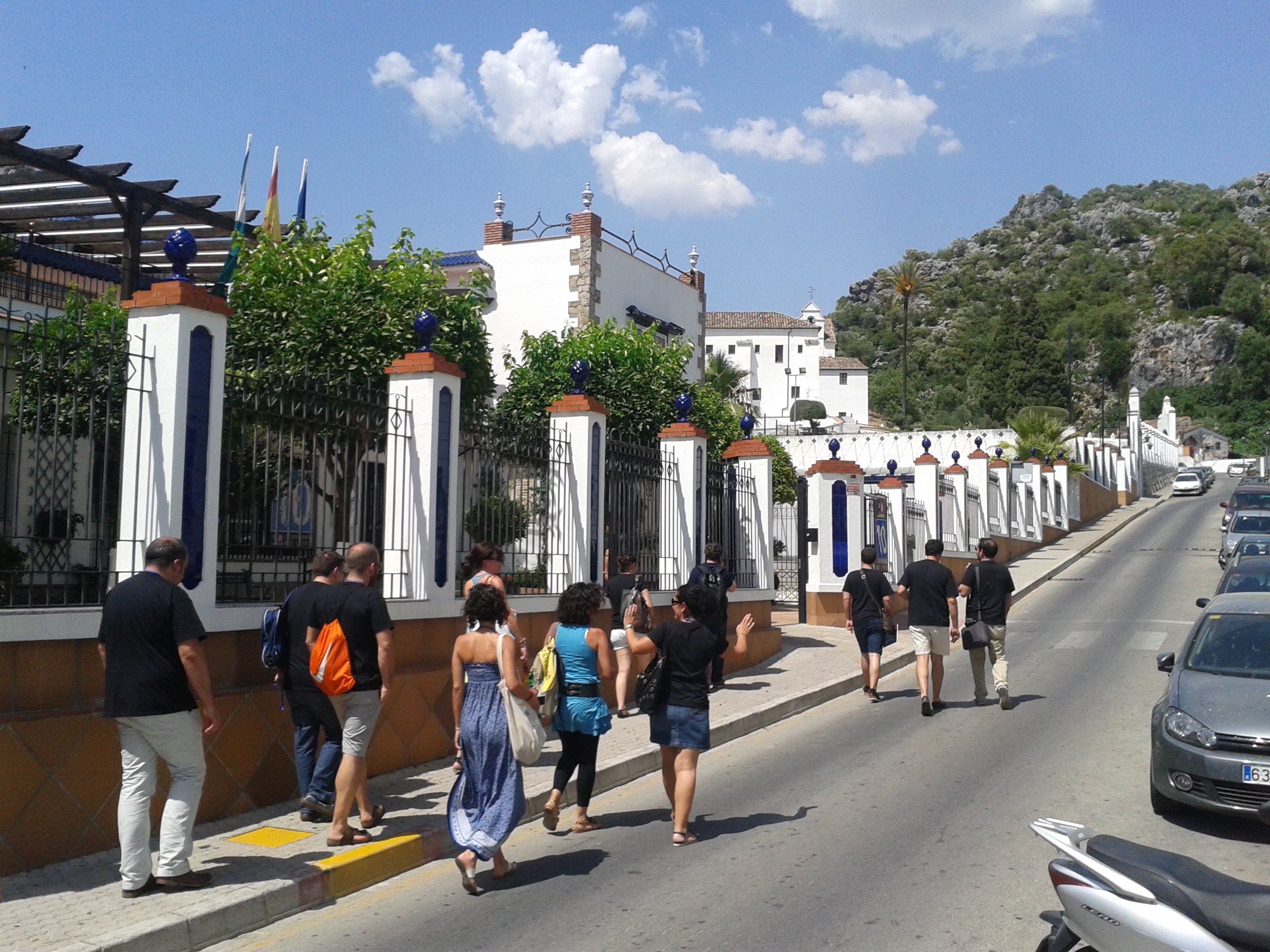
Institut d'enseignement secondaire Notre-Dame des Remèdes

## Personnalité liée à la commune
Le matador Jesulín de Ubrique y est né.

## Sports
L'arrivée de la huitième étape du Tour d'Espagne 2002 a eu lieu dans cette commune.